# Paitán
Jazán, paitán, hazán o hassan/hasan (en idioma hebreo חַזָּן) es el nombre que recibe la persona que guía los cantos en la sinagoga.Además de cantar, lleva el orden de los rezos y canta los cantos litúrgicos como los piyutim, pizmonim, bakashot y las zemirot. Si bien cualquier hombre puede ejercer de jazán (o mujer en las comunidades judías reformistas), por lo general el jazán es un cantante profesional. Equivalente al chantre o sochantre.
En los últimos siglos, el oficio de jazán ha evolucionado hasta ser muy respetado. En países de Europa como Alemania y el Reino Unido incluso se les dio tanta importancia a los jazanim (plural de jazán) que se consideraba a los cantores entrenados profesionalmente como el vice-rabino de la sinagoga, sobre todo después de la Haskalá. Incluso, en Estados Unidos fueron aceptados primero como líderes religiosos judíos que los mismos rabinos; muchas comunidades en América del Norte, a finales del siglo XIX y comienzos del XX, contrataban un jazán y un shojet (matarife) mucho antes de buscar un rabino, ya que tener quien guiase los rezos y preparase las carnes de manera ritual era vital para el funcionamiento de una comunidad. En esos casos, el jazán oficiaba los matrimonios y representaba a la comunidad en sus relaciones con las autoridades civiles del país.
En Marruecos, Argelia y Túnez, el jazán es llamado paitán, que es una palabra en haquetía, el dialecto norteafricano del idioma judeoespañol.